# Баучи-баде
Баучи-баде (также западночадские языки подветви B; англ. west chadic sub-branch B) — одна из двух языковых подветвей западночадской ветви чадской семьи. Основная область распространения — северо-восточные и центральные районы Нигерии. В преобладающем числе классификаций разделена на три группы: северные баучи, южные баучи и баде-нгизим.
В рамках западночадского языкового объединения языкам баде-нгизим противопоставлены собственно западночадские языки (или языки подветви A).

## Классификация
Подветвь баучи-баде представлена следующими языками и диалектами:
- группа северные баучи (варджи, па’а-варджи): варджи (сирзаквай), цагу (чивогай), кария, мия, па’а (афава), сири, мбурку (мбуруку, барке), джимбин (зумбун), дири, аджава;
- группа южные баучи (зар, заар):
  - подгруппа боггом: боггом (богхом, буррум, бурум), кир-балар, мангас;
  - подгруппа гурунтум: зангвал, тала, джу, гурунтум (гурунтум-мбаару);
  - подгруппа барава:
    - кластер геджи: болу (мэганг), геджи-гйанзи, пелу (пьяалу), заранда (буу);
    - кластер польчи (пальчи): польчи, зул (мбарми), барам, дир (барам-дутсе), були, лангас (ньямзак, лундур), лури;
    - кластер зеем: зеем, чаари (цаари), данше, луши, дьярим, туле (тулай);
    - кластер дас (даас, барава): лукши (лукши-докши), дурр-бараза (дуур-бараза), зумбул, ванди (ванди-вангдай), дот (зоди);
    - кластер зари: закши, зари (копти), бото;
    - кластер заар (зар, сайа, сайанчи, гуус-заар): заар (сайанчи) сигиди (гуус);

  - язык джими;
- группа баде-нгизим (баде): баде, нгизим, дувай, айюкава, ширава (шира), тешена (тешенава).

Названия подветви баучи-баде и её групп (северные баучи, южные баучи, баде-нгизим) применяются в классификациях чадских языков, опубликованных в работе С. А. Бурлак и С. А. Старостина «Сравнительно-историческое языкознание» и в статье В. Я. Порхомовского «Чадские языки» (лингвистический энциклопедический словарь).
В классификациях чадских языков, представленных в справочнике языков мира Ethnologue (автор — Пол Ньюман) и в работах британского лингвиста Роджера Бленча, подветвь баучи-баде упоминается как подветвь B. В справочнике Ethnologue выделяются три группы:
- B.1 (баде), соответствующая группе баде-нгизим,
- группа B.2 (варджи), соответствующая группе северные баучи,
- и группа B.3 (заар), соответствующая группе южные баучи.

В группе B.1 (баде) выделяются подгруппы собственно баде (с двумя живыми языками баде и нгизим) и дувай (с одним языком дувай); в группе B.3 (заар) выделяются пять языковых объединений — даас, богхом, гурунтум, собственно заар и восточная подгруппа, представленная одним языком джими.
В классификации Роджера Бленча языки подветви B разделяются на две группы:
- в первой (баучи-варджи) объединены языки баде и языки варджи (им соответствуют языковые группы баде-нгизим и северные баучи),
- во второй (заар) объединены языки кластера барава, подгрупп богхом и гурунтум, а также язык джими.

В кластере барава выделяются подкластеры геджи, польци, зеем, дас, зари и гуус-заар. Чешский лингвист Вацлав Блажек так же, как и Роджер Бленч, выделяет в подветви баучи-баде две группы: в первой объединяет языки баде-нгизим и языки северные баучи, ко второй относит языки южные баучи. В подгруппе южные баучи им выделены три языковых объединения:
1. языки богхом;
2. языки гурунтум вместе с языком джими;
3. все остальные языки южные баучи: заар (сайа), дасс, зеем, польчи и геджи[4].